# Derechos y deberes deontológicos del periodista
La [deontología profesional periodística] está compuesta por un conjunto de normas que afecta a la profesión periodística y que los profesionales de este medio sienten como opcionales. Estas normas deontológicas cumplen una función específica que es la de estructurar los principios éticos de la profesión. Normalmente, en ellas se encuentran los principios, los derechos y los deberes a los que los periodistas pueden, en el caso de los derechos, y, en el caso de los deberes, someterse para llevar a cabo su trabajo diario.

## Principios Internacionales de Ética Profesional del Periodismo de la UNESCO
Los Principios Internacionales de Ética Profesional del Periodismo de la Unesco se aprobaron en la Conferencia General de la UNESCO en noviembre de 1983. Es el primer documento que aborda la problemática de la deontología profesional periodística y la declaración más importante, a escala mundial, sobre normas deontológicas o Estatuto del periodista. Los Principios Internacionales de Ética Profesional del Periodismo de la UNESCO establecen, por primera vez, cuáles son los derechos y los deberes a los que tienen que someterse los periodistas.

## Resolución 1.003 del Consejo de Europa
La Asamblea Parlamentaria del Consejo de Europa aprobó, en julio de 1993, la Resolución 1.003 sobre Ética del Periodismo. Es uno de los documentos más completos sobre deontología profesional periodística y tiene un carácter vinculante, sobre todo, a consecuencia del Organismo que lo promulga. 
- Deberes

1. El periodista tiene el deber de obtener la información que publica por medios legales y éticos.
2. El deber de informar de manera veraz.
3. El deber de rectificar aquellas informaciones que sean falsas o erróneas.
4. Además, el periodista tiene la obligación de ser totalmente independiente a la hora de informar.
5. Relacionado con este deber, se explicita en este documento que el periodista no debe tener ningún tipo de relación, que responda a intereses privados, con las autoridades públicas y las altas esferas económicas.
6. Por primera vez, se exige que el periodista debe contar con una formación adecuada para ejercer su profesión.
7. El periodista debe respetar el derecho a la vida privada, la presunción de inocencia y los derechos de los menores de edad.
8. Tiene, además, la obligación de no promover la guerra, defender la democracia, la dignidad humana y la igualdad entre personas.
9. El periodista deberá también informar sobre todos los asuntos relacionados con la "cosa pública", por el bien de los ciudadanos.

- Derechos

1. El periodista tiene derecho a la libertad de expresión.
2. La libertad de informar sin tener que someterse a ningún tipo de presión interna.
3. Tiene derecho a someterse a la cláusula de conciencia, aunque no así al secreto profesional ya que, a pesar de que en el artículo 20 de la Constitución se hace mención al mismo indicando que en un futuro habrá una Ley Orgánica (todavía no en la que esté incluido el periodista), para el periodista es más un derecho que una obligación. Todo esto procede de la negativa de muchas organizaciones de periodistas argumentando que supondría la criminalización del profesional secreto profesional.
4. Además, los periodistas tienen derecho a un salario digno, condiciones de trabajo adecuadas y el derecho a acceder a los recursos y medios necesarios para ejercer su profesión.

## Declaración de Principios sobre la Conducta de los Periodistas de la FIP
La Federación Internacional de Periodistas (FIP) es la más importante asociación de periodistas del mundo. Está formada por sindicatos y asociaciones de profesionales de más de cien países. Los periodistas españoles están representados en la FIP por la Federación de Sindicatos de Periodistas. 
La FIP desarrolló, ya en 1954, la Declaración de Deberes de los Periodistas que está considerada como la primera norma deontológica internacional importante para la profesión periodística. Esta Declaración se sustituyó, en 1986, por esta Declaración de Principios sobre la Conducta de los Periodistas, también conocida como Declaración de la FIP. 
- Deberes

1. El periodista no debe nunca obtener información de manera ilícita.
2. El periodista debe respetar la verdad y reconocer el derecho de los ciudadanos a conocer esa información.
3. Los periodistas tienen la obligación de informar sobre hechos de origen conocido.
4. Tienen, además, la obligación de no eliminar informaciones que son esenciales para los ciudadanos.
5. No deben distorsionar la información que ofrecen de manera intencionada.
6. Los periodistas deben rectificar todas las informaciones que sean erróneas, incompletas o perjudiciales.
7. No deben aceptar, bajo ningún concepto, gratificaciones por ofrecer un tipo de información concreta.
8. Deben publicar siempre información objetiva e imparcial.
9. Tienen que respetar los derechos al honor, a la no discriminación y a la propiedad intelectual y promover la igualdad.

- Derechos

1. Derecho a la libertad de investigación.
2. Derecho a publicar informaciones veraces y honestas.
3. Derecho a la crítica y al comentario.

### Caso Mariluz
Un ejemplo claro de la mala praxis se dio en 2011 cuando una periodista de Telecinco instigó a la mujer de Santiago del Valle para que declarara en "exclusiva" justo lo contrario que dijo en el juicio que se celebraba esos días.

## Código Deontológico de la Profesión Periodística de la FAPE
El Código Deontológico de la Profesión Periodística de la FAPE se aprobó en su Asamblea Extraordinaria de Sevilla en 1993. Es el documento sobre deontología profesional periodística más importante de España. 
- Deberes

1. Obtener de manera lícita la información que se vaya a publicar.
2. No publicar informaciones que se han conseguido off the record.
3. Respetar el derecho de las personas físicas y jurídicas a no transmitir ningún tipo de información.
4. Respetar siempre la verdad, evitar publicar informaciones falsas y no eludir informaciones esenciales en sus publicaciones.
5. El periodista debe separar, en sus publicaciones, la información de las opiniones y de la publicidad, para evitar equívocos en los ciudadanos.
6. Deben publicarse siempre informaciones veraces.
7. Los periodistas deben contrastar las fuentes de información y respetar el derecho a réplica.
8. Tienen la obligación, además, de corregir las informaciones falsas o erróneas.
9. Se reconoce la obligación del periodista a poseer una formación profesional adecuada.
10. Tienen que respetar los derechos de la personalidad, la propiedad intelectual y los derechos de los menores de edad.
11. Deben respetar los valores de cada comunidad evitando la discriminación.
12. Los periodistas tienen que evitar publicar informaciones que inciten a la violencia, acciones inhumanas y/o degradantes.

- Derechos

1. Se reconoce el derecho a la investigación.
2. El derecho a publicar todo tipo de informaciones, siempre basándose en la honestidad.
3. El periodista es libre para hacer críticas y difundir opiniones sobre un asunto concreto.
4. Los periodistas tienen el derecho a desarrollar su profesión con total independencia.
5. Tienen el derecho de gozar de unas condiciones dignas de trabajo.
6. Pueden atenerse a la cláusula de conciencia y al secreto profesional.
7. Tienen derecho a acceder libremente a la información relativa a los organismos públicos.
8. Los periodistas, además, podrán mostrarse contrarios a los monopolios u oligopolios informativos.
9. Tienen el derecho a ser protegidos, ya sea por el medio de comunicación en que trabajan o por las organizaciones periodísticas o institucionales competentes, de presiones que puedan impedirle el libre desempeño de su trabajo.